# Lista di asteroidi (633001-634000)
Di seguito una lista di asteroidi dal numero 633001  al 634000 con data di scoperta e scopritore.

## 633001–633100
| Nome   | Designazione provvisoria | Data di scoperta  | Scopritore                                        |
| ------ | ------------------------ | ----------------- | ------------------------------------------------- |
| 633001 | 2009 BC132               | 10 settembre 2007 | CSS                                               |
| 633002 | 2009 BR132               | 12 settembre 2007 | Mount Lemmon Survey                               |
| 633003 | 2009 BS132               | 30 gennaio 2009   | Mount Lemmon Survey                               |
| 633004 | 2009 BO135               | 1 gennaio 2009    | Spacewatch                                        |
| 633005 | 2009 BZ135               | 29 gennaio 2009   | Spacewatch                                        |
| 633006 | 2009 BW136               | 29 gennaio 2009   | Spacewatch                                        |
| 633007 | 2009 BU139               | 15 gennaio 2009   | Spacewatch                                        |
| 633008 | 2009 BA143               | 30 gennaio 2009   | Spacewatch                                        |
| 633009 | 2009 BS151               | 11 febbraio 2004  | NEAT                                              |
| 633010 | 2009 BF152               | 31 gennaio 2009   | Mount Lemmon Survey                               |
| 633011 | 2009 BV159               | 26 marzo 2006     | Spacewatch                                        |
| 633012 | 2009 BG160               | 31 gennaio 2009   | Mount Lemmon Survey                               |
| 633013 | 2009 BL161               | 22 settembre 2006 | Osservatorio astronomico della Montagna pistoiese |
| 633014 | 2009 BB163               | 6 gennaio 2003    | Spacewatch                                        |
| 633015 | 2009 BG163               | 31 gennaio 2009   | Spacewatch                                        |
| 633016 | 2009 BC180               | 25 gennaio 2009   | Spacewatch                                        |
| 633017 | 2009 BM180               | 12 aprile 2004    | Spacewatch                                        |
| 633018 | 2009 BC184               | 14 settembre 2007 | CSS                                               |
| 633019 | 2009 BG192               | 27 ottobre 2008   | Mount Lemmon Survey                               |
| 633020 | 2009 BH192               | 6 agosto 2014     | Pan-STARRS                                        |
| 633021 | 2009 BL192               | 16 novembre 2012  | Pan-STARRS                                        |
| 633022 | 2009 BV192               | 30 settembre 2007 | Spacewatch                                        |
| 633023 | 2009 BK193               | 18 gennaio 2009   | Spacewatch                                        |
| 633024 | 2009 BR193               | 18 gennaio 2015   | Pan-STARRS                                        |
| 633025 | 2009 BB194               | 9 ottobre 2012    | Pan-STARRS                                        |
| 633026 | 2009 BF194               | 20 gennaio 2009   | Mount Lemmon Survey                               |
| 633027 | 2009 BV194               | 20 gennaio 2009   | CSS                                               |
| 633028 | 2009 BG195               | 18 marzo 2010     | Mount Lemmon Survey                               |
| 633029 | 2009 BF196               | 28 novembre 2013  | Spacewatch                                        |
| 633030 | 2009 BZ197               | 24 giugno 1995    | Spacewatch                                        |
| 633031 | 2009 BW198               | 31 gennaio 2009   | Mount Lemmon Survey                               |
| 633032 | 2009 BY198               | 9 novembre 2013   | Pan-STARRS                                        |
| 633033 | 2009 BL199               | 25 agosto 2012    | Pan-STARRS                                        |
| 633034 | 2009 BW199               | 7 gennaio 2014    | Mount Lemmon Survey                               |
| 633035 | 2009 BM200               | 15 giugno 2012    | Spacewatch                                        |
| 633036 | 2009 BP201               | 16 gennaio 2009   | Mount Lemmon Survey                               |
| 633037 | 2009 BZ202               | 25 marzo 2015     | Pan-STARRS                                        |
| 633038 | 2009 BU203               | 20 gennaio 2009   | Mount Lemmon Survey                               |
| 633039 | 2009 BN205               | 18 gennaio 2009   | Spacewatch                                        |
| 633040 | 2009 BO205               | 16 gennaio 2009   | Spacewatch                                        |
| 633041 | 2009 BQ205               | 2 settembre 2002  | Spacewatch                                        |
| 633042 | 2009 BS205               | 18 gennaio 2009   | Spacewatch                                        |
| 633043 | 2009 BW205               | 31 gennaio 2009   | Spacewatch                                        |
| 633044 | 2009 BJ208               | 29 gennaio 2009   | Mount Lemmon Survey                               |
| 633045 | 2009 BR208               | 25 gennaio 2009   | Spacewatch                                        |
| 633046 | 2009 BT208               | 17 gennaio 2009   | Mount Lemmon Survey                               |
| 633047 | 2009 BV208               | 31 gennaio 2009   | Mount Lemmon Survey                               |
| 633048 | 2009 BO210               | 31 gennaio 2009   | Mount Lemmon Survey                               |
| 633049 | 2009 BW211               | 16 gennaio 2009   | Spacewatch                                        |
| 633050 | 2009 BX211               | 25 gennaio 2009   | Spacewatch                                        |
| 633051 | 2009 BE212               | 19 gennaio 2009   | Mount Lemmon Survey                               |
| 633052 | 2009 BQ215               | 20 gennaio 2009   | Mount Lemmon Survey                               |
| 633053 | 2009 BC218               | 17 gennaio 2009   | Spacewatch                                        |
| 633054 | 2009 CB                  | 1 febbraio 2009   | J. W. Young                                       |
| 633055 | 2009 CJ5                 | 1 maggio 2006     | Spacewatch                                        |
| 633056 | 2009 CB6                 | 3 gennaio 2009    | Spacewatch                                        |
| 633057 | 2009 CD9                 | 1 febbraio 2009   | Mount Lemmon Survey                               |
| 633058 | 2009 CH10                | 3 marzo 2005      | Spacewatch                                        |
| 633059 | 2009 CA11                | 1 febbraio 2009   | Mount Lemmon Survey                               |
| 633060 | 2009 CM12                | 2 febbraio 2009   | Spacewatch                                        |
| 633061 | 2009 CD17                | 1 febbraio 2009   | Mount Lemmon Survey                               |
| 633062 | 2009 CY17                | 30 ottobre 2007   | Mount Lemmon Survey                               |
| 633063 | 2009 CQ19                | 3 febbraio 2009   | Mount Lemmon Survey                               |
| 633064 | 2009 CN20                | 1 febbraio 2009   | Spacewatch                                        |
| 633065 | 2009 CR25                | 1 febbraio 2009   | Spacewatch                                        |
| 633066 | 2009 CV33                | 2 febbraio 2009   | Spacewatch                                        |
| 633067 | 2009 CM34                | 17 gennaio 2009   | Spacewatch                                        |
| 633068 | 2009 CO35                | 29 dicembre 2008  | Mount Lemmon Survey                               |
| 633069 | 2009 CZ42                | 20 ottobre 2007   | Mount Lemmon Survey                               |
| 633070 | 2009 CU52                | 25 gennaio 2009   | Spacewatch                                        |
| 633071 | 2009 CP54                | 11 ottobre 2007   | Osservatorio Lulin                                |
| 633072 | 2009 CR54                | 2 febbraio 2009   | Spacewatch                                        |
| 633073 | 2009 CS60                | 5 febbraio 2009   | Spacewatch                                        |
| 633074 | 2009 CW67                | 18 febbraio 2015  | Pan-STARRS                                        |
| 633075 | 2009 CC69                | 2 febbraio 2009   | Spacewatch                                        |
| 633076 | 2009 CG71                | 15 febbraio 2015  | Pan-STARRS                                        |
| 633077 | 2009 CJ71                | 22 febbraio 1998  | Spacewatch                                        |
| 633078 | 2009 CW71                | 3 febbraio 2009   | Mount Lemmon Survey                               |
| 633079 | 2009 CM73                | 19 febbraio 2015  | Pan-STARRS                                        |
| 633080 | 2009 CX74                | 5 gennaio 2003    | Spacewatch                                        |
| 633081 | 2009 CG75                | 1 febbraio 2009   | Spacewatch                                        |
| 633082 | 2009 CJ75                | 29 dicembre 2008  | Mount Lemmon Survey                               |
| 633083 | 2009 CL75                | 1 febbraio 2009   | Spacewatch                                        |
| 633084 | 2009 CR75                | 2 febbraio 2009   | Spacewatch                                        |
| 633085 | 2009 CP76                | 3 febbraio 2009   | Mount Lemmon Survey                               |
| 633086 | 2009 CV76                | 3 febbraio 2009   | Mount Lemmon Survey                               |
| 633087 | 2009 CN77                | 4 febbraio 2009   | Mount Lemmon Survey                               |
| 633088 | 2009 DX4                 | 3 febbraio 2009   | Spacewatch                                        |
| 633089 | 2009 DA5                 | 27 agosto 2006    | Spacewatch                                        |
| 633090 | 2009 DE5                 | 2 ottobre 2006    | Mount Lemmon Survey                               |
| 633091 | 2009 DF6                 | 17 febbraio 2009  | Spacewatch                                        |
| 633092 | 2009 DN12                | 16 febbraio 2009  | Spacewatch                                        |
| 633093 | 2009 DH19                | 20 febbraio 2009  | Spacewatch                                        |
| 633094 | 2009 DV25                | 21 febbraio 2009  | Mount Lemmon Survey                               |
| 633095 | 2009 DL28                | 23 febbraio 2009  | F. Hormuth                                        |
| 633096 | 2009 DO30                | 31 agosto 2002    | Spacewatch                                        |
| 633097 | 2009 DY31                | 3 novembre 2007   | Spacewatch                                        |
| 633098 | 2009 DK40                | 29 gennaio 2009   | Mount Lemmon Survey                               |
| 633099 | 2009 DA44                | 31 gennaio 2009   | Spacewatch                                        |
| 633100 | 2009 DL45                | 26 febbraio 2009  | LINEAR                                            |

## 633101–633200
| Nome   | Designazione provvisoria | Data di scoperta  | Scopritore          |
| ------ | ------------------------ | ----------------- | ------------------- |
| 633101 | 2009 DJ51                | 8 novembre 2007   | Spacewatch          |
| 633102 | 2009 DW58                | 22 febbraio 2009  | Spacewatch          |
| 633103 | 2009 DG59                | 22 febbraio 2009  | Spacewatch          |
| 633104 | 2009 DE60                | 22 febbraio 2009  | Spacewatch          |
| 633105 | 2009 DE61                | 22 febbraio 2009  | Spacewatch          |
| 633106 | 2009 DN62                | 9 febbraio 2005   | Spacewatch          |
| 633107 | 2009 DZ64                | 29 gennaio 2009   | Spacewatch          |
| 633108 | 2009 DB67                | 24 febbraio 2009  | Mount Lemmon Survey |
| 633109 | 2009 DM68                | 31 ottobre 2008   | Mount Lemmon Survey |
| 633110 | 2009 DB69                | 26 febbraio 2009  | Mount Lemmon Survey |
| 633111 | 2009 DJ70                | 11 ottobre 2007   | Mount Lemmon Survey |
| 633112 | 2009 DV72                | 12 marzo 2005     | Spacewatch          |
| 633113 | 2009 DX78                | 18 ottobre 2007   | Spacewatch          |
| 633114 | 2009 DN79                | 21 febbraio 2009  | Spacewatch          |
| 633115 | 2009 DY83                | 26 febbraio 2009  | Spacewatch          |
| 633116 | 2009 DA87                | 31 gennaio 2009   | Mount Lemmon Survey |
| 633117 | 2009 DF87                | 27 febbraio 2009  | Spacewatch          |
| 633118 | 2009 DK88                | 22 febbraio 2009  | Spacewatch          |
| 633119 | 2009 DK92                | 28 febbraio 2009  | Spacewatch          |
| 633120 | 2009 DB94                | 20 ottobre 2006   | Spacewatch          |
| 633121 | 2009 DW102               | 5 novembre 2007   | Spacewatch          |
| 633122 | 2009 DQ103               | 13 novembre 2006  | Mount Lemmon Survey |
| 633123 | 2009 DR104               | 1 ottobre 2005    | Mount Lemmon Survey |
| 633124 | 2009 DX106               | 30 ottobre 2007   | Spacewatch          |
| 633125 | 2009 DT111               | 26 febbraio 2009  | F. Hormuth          |
| 633126 | 2009 DB112               | 26 febbraio 2009  | F. Hormuth          |
| 633127 | 2009 DZ117               | 19 agosto 2006    | Spacewatch          |
| 633128 | 2009 DG118               | 3 gennaio 2009    | Mount Lemmon Survey |
| 633129 | 2009 DR119               | 27 febbraio 2009  | Spacewatch          |
| 633130 | 2009 DX119               | 5 novembre 1996   | Spacewatch          |
| 633131 | 2009 DF122               | 23 ottobre 2004   | Spacewatch          |
| 633132 | 2009 DP122               | 19 febbraio 2009  | Spacewatch          |
| 633133 | 2009 DU122               | 27 febbraio 2009  | Spacewatch          |
| 633134 | 2009 DX125               | 19 febbraio 2009  | Spacewatch          |
| 633135 | 2009 DT139               | 19 novembre 2007  | CSS                 |
| 633136 | 2009 DO145               | 26 febbraio 2009  | Spacewatch          |
| 633137 | 2009 DH146               | 26 febbraio 2009  | Spacewatch          |
| 633138 | 2009 DZ146               | 18 febbraio 2015  | Pan-STARRS          |
| 633139 | 2009 DD147               | 28 febbraio 2009  | Mount Lemmon Survey |
| 633140 | 2009 DE147               | 27 febbraio 2009  | CSS                 |
| 633141 | 2009 DK147               | 22 febbraio 2009  | Mount Lemmon Survey |
| 633142 | 2009 DO147               | 25 maggio 2014    | Pan-STARRS          |
| 633143 | 2009 DJ148               | 20 febbraio 2009  | Spacewatch          |
| 633144 | 2009 DO148               | 16 febbraio 2015  | Pan-STARRS          |
| 633145 | 2009 DZ148               | 31 gennaio 2003   | NEAT                |
| 633146 | 2009 DL150               | 31 maggio 2014    | Pan-STARRS          |
| 633147 | 2009 DE151               | 23 luglio 2015    | Pan-STARRS          |
| 633148 | 2009 DR153               | 21 febbraio 2009  | Mount Lemmon Survey |
| 633149 | 2009 DD155               | 26 febbraio 2009  | Spacewatch          |
| 633150 | 2009 DJ157               | 28 febbraio 2009  | Spacewatch          |
| 633151 | 2009 DX157               | 21 febbraio 2009  | Spacewatch          |
| 633152 | 2009 DO158               | 22 febbraio 2009  | Spacewatch          |
| 633153 | 2009 DE160               | 28 febbraio 2009  | Spacewatch          |
| 633154 | 2009 ET9                 | 19 luglio 2006    | Osservatorio Lulin  |
| 633155 | 2009 ED11                | 29 gennaio 2009   | Mount Lemmon Survey |
| 633156 | 2009 EM17                | 28 febbraio 2009  | Spacewatch          |
| 633157 | 2009 EZ23                | 15 giugno 2010    | Mount Lemmon Survey |
| 633158 | 2009 EN27                | 18 gennaio 2008   | Mount Lemmon Survey |
| 633159 | 2009 EQ29                | 30 agosto 2002    | Spacewatch          |
| 633160 | 2009 EW31                | 8 novembre 2007   | Mount Lemmon Survey |
| 633161 | 2009 EX32                | 12 maggio 2011    | Mount Lemmon Survey |
| 633162 | 2009 EN41                | 1 marzo 2009      | Mount Lemmon Survey |
| 633163 | 2009 ET42                | 21 ottobre 2003   | Spacewatch          |
| 633164 | 2009 FF2                 | 11 settembre 2001 | Spacewatch          |
| 633165 | 2009 FN11                | 17 marzo 2009     | Spacewatch          |
| 633166 | 2009 FM18                | 30 aprile 2005    | Spacewatch          |
| 633167 | 2009 FH20                | 5 dicembre 2007   | Spacewatch          |
| 633168 | 2009 FP20                | 18 marzo 2009     | W. Bickel           |
| 633169 | 2009 FJ38                | 26 marzo 2009     | Spacewatch          |
| 633170 | 2009 FM48                | 9 maggio 2006     | Mount Lemmon Survey |
| 633171 | 2009 FG50                | 1 febbraio 2009   | Mount Lemmon Survey |
| 633172 | 2009 FV51                | 1 marzo 2009      | Spacewatch          |
| 633173 | 2009 FQ66                | 3 maggio 2005     | Spacewatch          |
| 633174 | 2009 FE69                | 16 marzo 2009     | Spacewatch          |
| 633175 | 2009 FS74                | 20 ottobre 1998   | Spacewatch          |
| 633176 | 2009 FR77                | 12 gennaio 2003   | NEAT                |
| 633177 | 2009 FP79                | 30 maggio 2006    | Mount Lemmon Survey |
| 633178 | 2009 FN81                | 25 marzo 2009     | PMO NEO             |
| 633179 | 2009 FO81                | 14 aprile 2005    | CSS                 |
| 633180 | 2009 FQ81                | 31 marzo 2009     | Mount Lemmon Survey |
| 633181 | 2009 FZ81                | 16 settembre 2010 | CSS                 |
| 633182 | 2009 FH82                | 7 novembre 2012   | Pan-STARRS          |
| 633183 | 2009 FM83                | 31 marzo 2009     | Spacewatch          |
| 633184 | 2009 FW83                | 5 giugno 2016     | Pan-STARRS          |
| 633185 | 2009 FM86                | 24 febbraio 2009  | Spacewatch          |
| 633186 | 2009 FZ86                | 16 settembre 2017 | Pan-STARRS          |
| 633187 | 2009 FX89                | 16 marzo 2009     | Mount Lemmon Survey |
| 633188 | 2009 FA90                | 29 marzo 2009     | Spacewatch          |
| 633189 | 2009 FB90                | 19 marzo 2009     | Mount Lemmon Survey |
| 633190 | 2009 FO95                | 22 marzo 2009     | Mount Lemmon Survey |
| 633191 | 2009 GB                  | 30 dicembre 2003  | R. Clingan          |
| 633192 | 2009 GD                  | 1 aprile 2009     | Spacewatch          |
| 633193 | 2009 GV                  | 3 aprile 2009     | Alianza S4 Obs.     |
| 633194 | 2009 GU3                 | 31 dicembre 2008  | Spacewatch          |
| 633195 | 2009 GU4                 | 4 aprile 2009     | Alianza S4 Obs.     |
| 633196 | 2009 GN7                 | 5 gennaio 2014    | Pan-STARRS          |
| 633197 | 2009 GV7                 | 7 marzo 2009      | Mount Lemmon Survey |
| 633198 | 2009 GZ8                 | 2 aprile 2009     | Spacewatch          |
| 633199 | 2009 GQ9                 | 1 aprile 2009     | Mount Lemmon Survey |
| 633200 | 2009 HF9                 | 18 gennaio 2008   | Spacewatch          |

## 633201–633300
| Nome          | Designazione provvisoria | Data di scoperta  | Scopritore                          |
| ------------- | ------------------------ | ----------------- | ----------------------------------- |
| 633201        | 2009 HP13                | 17 aprile 2009    | CSS                                 |
| 633202        | 2009 HX14                | 1 aprile 2009     | Spacewatch                          |
| 633203        | 2009 HC17                | 18 marzo 2009     | Spacewatch                          |
| 633204        | 2009 HK21                | 21 marzo 2009     | Spacewatch                          |
| 633205        | 2009 HS23                | 17 aprile 2009    | Mount Lemmon Survey                 |
| 633206        | 2009 HF32                | 19 aprile 2009    | Spacewatch                          |
| 633207        | 2009 HB33                | 19 aprile 2009    | Spacewatch                          |
| 633208        | 2009 HF35                | 20 aprile 2009    | Mount Lemmon Survey                 |
| 633209        | 2009 HQ37                | 28 marzo 2009     | Mount Lemmon Survey                 |
| 633210        | 2009 HV41                | 20 aprile 2009    | Spacewatch                          |
| 633211        | 2009 HU42                | 27 ottobre 2005   | Spacewatch                          |
| 633212        | 2009 HX43                | 18 marzo 2009     | Spacewatch                          |
| 633213        | 2009 HB45                | 30 settembre 2006 | Mount Lemmon Survey                 |
| 633214        | 2009 HS46                | 7 maggio 2006     | Mount Lemmon Survey                 |
| 633215        | 2009 HU46                | 8 maggio 2005     | Spacewatch                          |
| 633216        | 2009 HG49                | 29 agosto 2006    | Spacewatch                          |
| 633217        | 2009 HS49                | 7 marzo 2003      | SDSS Collaboration                  |
| 633218        | 2009 HU49                | 2 aprile 2009     | Mount Lemmon Survey                 |
| 633219        | 2009 HN50                | 21 aprile 2009    | Spacewatch                          |
| 633220        | 2009 HS50                | 21 aprile 2009    | Mount Lemmon Survey                 |
| 633221        | 2009 HM52                | 17 aprile 2009    | CSS                                 |
| 633222        | 2009 HY53                | 25 settembre 2006 | Spacewatch                          |
| 633223        | 2009 HA54                | 22 agosto 2004    | SSS                                 |
| 633224        | 2009 HA57                | 21 settembre 2001 | SDSS Collaboration                  |
| 633225 Daukša | 2009 HB59                | 18 aprile 2009    | I. Eglītis                          |
| 633226        | 2009 HC59                | 18 marzo 2009     | Spacewatch                          |
| 633227        | 2009 HF62                | 21 aprile 2009    | Spacewatch                          |
| 633228        | 2009 HY66                | 6 aprile 2005     | Mount Lemmon Survey                 |
| 633229        | 2009 HE67                | 4 febbraio 2009   | Mount Lemmon Survey                 |
| 633230        | 2009 HQ67                | 17 aprile 2009    | M. Nicholson                        |
| 633231        | 2009 HK69                | 2 aprile 2009     | Spacewatch                          |
| 633232        | 2009 HW70                | 17 settembre 2006 | Spacewatch                          |
| 633233        | 2009 HF76                | 1 ottobre 2000    | LINEAR                              |
| 633234        | 2009 HP77                | 18 aprile 2009    | CSS                                 |
| 633235        | 2009 HR78                | 28 marzo 2009     | Spacewatch                          |
| 633236        | 2009 HY78                | 11 marzo 2005     | M. W. Buie, L. H. Wasserman         |
| 633237        | 2009 HX82                | 25 febbraio 2003  | CINEOS                              |
| 633238        | 2009 HT85                | 7 aprile 2005     | Mount Lemmon Survey                 |
| 633239        | 2009 HY89                | 1 aprile 2013     | Mount Lemmon Survey                 |
| 633240        | 2009 HW90                | 24 marzo 2009     | Spacewatch                          |
| 633241        | 2009 HC95                | 29 aprile 2009    | Alianza S4 Obs.                     |
| 633242        | 2009 HG95                | 30 aprile 2009    | Alianza S4 Obs.                     |
| 633243        | 2009 HZ96                | 23 aprile 2009    | CSS                                 |
| 633244        | 2009 HJ97                | 19 marzo 2009     | Mount Lemmon Survey                 |
| 633245        | 2009 HS97                | 18 aprile 2009    | Mount Lemmon Survey                 |
| 633246        | 2009 HL98                | 18 aprile 2009    | Spacewatch                          |
| 633247        | 2009 HS101               | 30 aprile 2009    | Mount Lemmon Survey                 |
| 633248        | 2009 HH106               | 18 aprile 2009    | Spacewatch                          |
| 633249        | 2009 HL106               | 28 ottobre 2006   | CSS                                 |
| 633250        | 2009 HT110               | 14 novembre 2006  | Mount Lemmon Survey                 |
| 633251        | 2009 HD111               | 26 settembre 2011 | L. Elenin                           |
| 633252        | 2009 HH111               | 21 aprile 2009    | Spacewatch                          |
| 633253        | 2009 HU111               | 4 gennaio 2012    | Spacewatch                          |
| 633254        | 2009 HP113               | 24 novembre 2011  | Pan-STARRS                          |
| 633255        | 2009 HF116               | 6 novembre 2010   | Mount Lemmon Survey                 |
| 633256        | 2009 HJ121               | 18 aprile 2009    | Spacewatch                          |
| 633257        | 2009 JS3                 | 13 maggio 2009    | CSS                                 |
| 633258        | 2009 JT4                 | 18 dicembre 1995  | Spacewatch                          |
| 633259        | 2009 JP15                | 14 settembre 2006 | Spacewatch                          |
| 633260        | 2009 JN19                | 13 gennaio 2008   | Mount Lemmon Survey                 |
| 633261        | 2009 JG23                | 15 maggio 2009    | Mount Lemmon Survey                 |
| 633262        | 2009 JU23                | 13 maggio 2009    | Spacewatch                          |
| 633263        | 2009 KQ                  | 19 agosto 2006    | LONEOS                              |
| 633264        | 2009 KX5                 | 30 aprile 2009    | Spacewatch                          |
| 633265        | 2009 KV11                | 25 maggio 2009    | Spacewatch                          |
| 633266        | 2009 KX12                | 16 settembre 1998 | Spacewatch                          |
| 633267        | 2009 KM15                | 15 settembre 2006 | Spacewatch                          |
| 633268        | 2009 KF17                | 1 maggio 2009     | Spacewatch                          |
| 633269        | 2009 KV25                | 18 novembre 2006  | Spacewatch                          |
| 633270        | 2009 KU27                | 30 maggio 2009    | Mount Lemmon Survey                 |
| 633271        | 2009 KZ28                | 31 maggio 2009    | Alianza S4 Obs.                     |
| 633272        | 2009 KS29                | 22 ottobre 2006   | NEAT                                |
| 633273        | 2009 KS38                | 16 maggio 2013    | Pan-STARRS                          |
| 633274        | 2009 KT38                | 24 settembre 2011 | Pan-STARRS                          |
| 633275        | 2009 KD39                | 6 settembre 2013  | Mount Lemmon Survey                 |
| 633276        | 2009 KS39                | 28 settembre 2013 | CSS                                 |
| 633277        | 2009 KO42                | 27 maggio 2009    | Mount Lemmon Survey                 |
| 633278        | 2009 LX2                 | 15 giugno 2009    | F. Tozzi                            |
| 633279        | 2009 LE7                 | 4 giugno 2009     | Mount Lemmon Survey                 |
| 633280        | 2009 LN7                 | 11 ottobre 2013   | S. Mottola, S. Hellmich             |
| 633281        | 2009 LZ7                 | 2 settembre 2010  | Mount Lemmon Survey                 |
| 633282        | 2009 MG2                 | 30 agosto 2005    | NEAT                                |
| 633283        | 2009 MB5                 | 21 giugno 2009    | Spacewatch                          |
| 633284        | 2009 MC5                 | 13 dicembre 2006  | Spacewatch                          |
| 633285        | 2009 MK5                 | 21 giugno 2009    | Spacewatch                          |
| 633286        | 2009 MM11                | 18 settembre 2010 | Mount Lemmon Survey                 |
| 633287        | 2009 OK1                 | 19 luglio 2009    | G. Hug                              |
| 633288        | 2009 OA8                 | 24 luglio 2009    | C. Rinner, F. Kugel                 |
| 633289        | 2009 OY11                | 27 luglio 2009    | Spacewatch                          |
| 633290        | 2009 OG14                | 29 luglio 2009    | CSS                                 |
| 633291        | 2009 OH20                | 29 luglio 2009    | Osservatorio astronomico di Maiorca |
| 633292        | 2009 OG23                | 16 luglio 2009    | W. Bickel                           |
| 633293        | 2009 OM25                | 10 gennaio 2007   | Spacewatch                          |
| 633294        | 2009 OD26                | 28 luglio 2009    | Spacewatch                          |
| 633295        | 2009 OD30                | 26 ottobre 2005   | Spacewatch                          |
| 633296        | 2009 PS                  | 13 agosto 2009    | C. Rinner, F. Kugel                 |
| 633297        | 2009 PF3                 | 12 agosto 2009    | Osservatorio astronomico di Maiorca |
| 633298        | 2009 PP8                 | 26 gennaio 2006   | Mount Lemmon Survey                 |
| 633299        | 2009 PG13                | 23 giugno 2009    | Mount Lemmon Survey                 |
| 633300        | 2009 PV13                | 2 maggio 2001     | Spacewatch                          |

## 633301–633400
| Nome                   | Designazione provvisoria | Data di scoperta  | Scopritore                          |
| ---------------------- | ------------------------ | ----------------- | ----------------------------------- |
| 633301                 | 2009 PJ14                | 23 giugno 2009    | Mount Lemmon Survey                 |
| 633302                 | 2009 PE20                | 15 agosto 2009    | CSS                                 |
| 633303                 | 2009 PY21                | 2 agosto 2016     | Pan-STARRS                          |
| 633304                 | 2009 QE                  | 16 agosto 2009    | CSS                                 |
| 633305                 | 2009 QX                  | 1 agosto 2009     | Spacewatch                          |
| 633306                 | 2009 QH3                 | 1 dicembre 2005   | Spacewatch                          |
| 633307                 | 2009 QQ3                 | 12 settembre 2002 | NEAT                                |
| 633308                 | 2009 QJ12                | 28 luglio 2009    | Spacewatch                          |
| 633309                 | 2009 QA21                | 17 agosto 2009    | Osservatorio astronomico di Maiorca |
| 633310                 | 2009 QN41                | 13 maggio 2005    | Mount Lemmon Survey                 |
| 633311                 | 2009 QQ43                | 27 agosto 2009    | Spacewatch                          |
| 633312                 | 2009 QC46                | 7 settembre 2000  | Spacewatch                          |
| 633313                 | 2009 QE49                | 28 agosto 2000    | R. Millis, L. H. Wasserman          |
| 633314                 | 2009 QZ50                | 21 maggio 2004    | Spacewatch                          |
| 633315                 | 2009 QJ62                | 29 agosto 2009    | CSS                                 |
| 633316                 | 2009 QW63                | 3 aprile 2008     | Spacewatch                          |
| 633317                 | 2009 QK65                | 29 luglio 2014    | Pan-STARRS                          |
| 633318                 | 2009 QT65                | 25 novembre 2005  | Spacewatch                          |
| 633319                 | 2009 QX66                | 12 dicembre 2014  | Pan-STARRS                          |
| 633320                 | 2009 QC67                | 10 novembre 2010  | Mount Lemmon Survey                 |
| 633321                 | 2009 QG71                | 27 agosto 2009    | Spacewatch                          |
| 633322                 | 2009 QA75                | 18 agosto 2009    | Spacewatch                          |
| 633323                 | 2009 QR75                | 18 agosto 2009    | Spacewatch                          |
| 633324                 | 2009 QH76                | 28 agosto 2009    | Spacewatch                          |
| 633325                 | 2009 QF78                | 18 agosto 2009    | Spacewatch                          |
| 633326 Allashapovalova | 2009 RT2                 | 11 settembre 2009 | T. V. Kryachko, B. Satovskij        |
| 633327                 | 2009 RK3                 | 4 novembre 2005   | Mount Lemmon Survey                 |
| 633328                 | 2009 RL5                 | 16 dicembre 2000  | Spacewatch                          |
| 633329                 | 2009 RE22                | 15 settembre 2009 | Spacewatch                          |
| 633330                 | 2009 RG22                | 15 settembre 2009 | Spacewatch                          |
| 633331                 | 2009 RM27                | 16 settembre 2009 | Spacewatch                          |
| 633332                 | 2009 RX27                | 9 aprile 2002     | M. W. Buie, A. B. Jordan            |
| 633333                 | 2009 RA38                | 14 maggio 2008    | Mount Lemmon Survey                 |
| 633334                 | 2009 RE38                | 15 settembre 2009 | Spacewatch                          |
| 633335                 | 2009 RJ42                | 15 settembre 2009 | Spacewatch                          |
| 633336                 | 2009 RK42                | 15 settembre 2009 | Spacewatch                          |
| 633337                 | 2009 RB48                | 15 settembre 2009 | Spacewatch                          |
| 633338                 | 2009 RG57                | 15 settembre 2009 | Spacewatch                          |
| 633339                 | 2009 RY60                | 14 settembre 2009 | CSS                                 |
| 633340                 | 2009 RA66                | 15 settembre 2009 | Spacewatch                          |
| 633341                 | 2009 RN76                | 16 novembre 2010  | Mount Lemmon Survey                 |
| 633342                 | 2009 RV76                | 7 gennaio 2006    | Spacewatch                          |
| 633343                 | 2009 RF77                | 15 settembre 2009 | Mount Lemmon Survey                 |
| 633344                 | 2009 RT79                | 15 settembre 2009 | Spacewatch                          |
| 633345                 | 2009 RB80                | 15 settembre 2009 | Spacewatch                          |
| 633346                 | 2009 RZ80                | 15 settembre 2009 | Spacewatch                          |
| 633347                 | 2009 RY81                | 15 settembre 2009 | Spacewatch                          |
| 633348 Shvartsman      | 2009 SA2                 | 17 settembre 2009 | T. V. Kryachko, B. Satovskij        |
| 633349                 | 2009 SV7                 | 1 marzo 2008      | Spacewatch                          |
| 633350                 | 2009 SY7                 | 17 giugno 2005    | Mount Lemmon Survey                 |
| 633351                 | 2009 SM8                 | 16 marzo 2004     | CSS                                 |
| 633352                 | 2009 SV8                 | 16 settembre 2009 | Mount Lemmon Survey                 |
| 633353                 | 2009 SV14                | 5 aprile 2008     | Spacewatch                          |
| 633354                 | 2009 ST15                | 18 settembre 2009 | Spacewatch                          |
| 633355                 | 2009 SV16                | 12 settembre 2009 | Spacewatch                          |
| 633356                 | 2009 SQ17                | 17 settembre 2009 | K. Černis, K. Zdanavičius           |
| 633357                 | 2009 SZ17                | 25 dicembre 2005  | Mount Lemmon Survey                 |
| 633358                 | 2009 SE20                | 21 settembre 2009 | B. Mikuž                            |
| 633359                 | 2009 SQ22                | 26 ottobre 2005   | Spacewatch                          |
| 633360                 | 2009 SS23                | 29 maggio 2003    | M. W. Buie, K. J. Meech             |
| 633361                 | 2009 SP30                | 16 settembre 2009 | Spacewatch                          |
| 633362                 | 2009 SR35                | 16 settembre 2009 | Spacewatch                          |
| 633363                 | 2009 SS36                | 16 settembre 2009 | Spacewatch                          |
| 633364                 | 2009 SS38                | 16 settembre 2009 | Spacewatch                          |
| 633365                 | 2009 SO40                | 16 settembre 2009 | Spacewatch                          |
| 633366                 | 2009 ST41                | 16 settembre 2009 | Mount Lemmon Survey                 |
| 633367                 | 2009 SC54                | 17 settembre 2009 | Mount Lemmon Survey                 |
| 633368                 | 2009 SJ54                | 30 ottobre 2005   | Mount Lemmon Survey                 |
| 633369                 | 2009 SO64                | 17 settembre 2009 | Mount Lemmon Survey                 |
| 633370                 | 2009 SV78                | 18 settembre 2009 | Spacewatch                          |
| 633371                 | 2009 SP81                | 10 marzo 2008     | Spacewatch                          |
| 633372                 | 2009 SZ86                | 23 febbraio 2007  | Mount Lemmon Survey                 |
| 633373                 | 2009 SO87                | 18 settembre 2009 | Mount Lemmon Survey                 |
| 633374                 | 2009 SA90                | 18 settembre 2009 | Mount Lemmon Survey                 |
| 633375                 | 2009 SP93                | 19 ottobre 2006   | Mount Lemmon Survey                 |
| 633376                 | 2009 SU94                | 29 ottobre 2005   | Spacewatch                          |
| 633377                 | 2009 SS101               | 30 ottobre 2005   | Mount Lemmon Survey                 |
| 633378                 | 2009 SV106               | 16 settembre 2009 | Mount Lemmon Survey                 |
| 633379                 | 2009 SS108               | 27 agosto 2009    | CSS                                 |
| 633380                 | 2009 SC109               | 18 agosto 2009    | Spacewatch                          |
| 633381                 | 2009 SF109               | 8 marzo 2008      | Spacewatch                          |
| 633382                 | 2009 SE116               | 17 febbraio 2007  | Spacewatch                          |
| 633383                 | 2009 SG116               | 28 agosto 2009    | Spacewatch                          |
| 633384                 | 2009 SE122               | 21 febbraio 2002  | Spacewatch                          |
| 633385                 | 2009 SY122               | 27 gennaio 2007   | Spacewatch                          |
| 633386                 | 2009 SJ124               | 21 maggio 2005    | Mount Lemmon Survey                 |
| 633387                 | 2009 SG126               | 18 settembre 2009 | Spacewatch                          |
| 633388                 | 2009 SA128               | 18 settembre 2009 | Spacewatch                          |
| 633389                 | 2009 SC128               | 18 settembre 2009 | Spacewatch                          |
| 633390                 | 2009 SS131               | 18 settembre 2009 | Spacewatch                          |
| 633391                 | 2009 SU131               | 18 settembre 2009 | Spacewatch                          |
| 633392                 | 2009 SN134               | 18 settembre 2009 | Spacewatch                          |
| 633393                 | 2009 SN137               | 18 settembre 2009 | Spacewatch                          |
| 633394                 | 2009 SK142               | 6 aprile 2008     | Spacewatch                          |
| 633395                 | 2009 SG143               | 10 marzo 2007     | Mount Lemmon Survey                 |
| 633396                 | 2009 SC146               | 28 agosto 2009    | Spacewatch                          |
| 633397                 | 2009 SE146               | 22 agosto 2004    | Spacewatch                          |
| 633398                 | 2009 SV149               | 20 settembre 2009 | Spacewatch                          |
| 633399                 | 2009 SU151               | 20 settembre 2009 | Spacewatch                          |
| 633400                 | 2009 SO155               | 27 ottobre 2005   | Spacewatch                          |

## 633401–633500
| Nome   | Designazione provvisoria | Data di scoperta  | Scopritore                 |
| ------ | ------------------------ | ----------------- | -------------------------- |
| 633401 | 2009 ST155               | 12 settembre 2009 | Spacewatch                 |
| 633402 | 2009 SS158               | 10 settembre 2004 | Spacewatch                 |
| 633403 | 2009 SW160               | 20 settembre 2009 | Spacewatch                 |
| 633404 | 2009 SN164               | 25 marzo 1998     | Spacewatch                 |
| 633405 | 2009 SS167               | 23 settembre 2009 | Mount Lemmon Survey        |
| 633406 | 2009 SC171               | 20 settembre 2009 | Spacewatch                 |
| 633407 | 2009 SD175               | 19 settembre 2009 | Mount Lemmon Survey        |
| 633408 | 2009 SL177               | 26 marzo 2007     | Mount Lemmon Survey        |
| 633409 | 2009 SH179               | 31 marzo 2008     | Mount Lemmon Survey        |
| 633410 | 2009 ST179               | 20 settembre 2009 | Mount Lemmon Survey        |
| 633411 | 2009 SN185               | 25 agosto 2004    | Spacewatch                 |
| 633412 | 2009 SG191               | 22 settembre 2009 | Spacewatch                 |
| 633413 | 2009 SM191               | 22 settembre 2009 | Spacewatch                 |
| 633414 | 2009 SP193               | 12 settembre 2009 | Spacewatch                 |
| 633415 | 2009 ST194               | 21 febbraio 2007  | Mount Lemmon Survey        |
| 633416 | 2009 SX194               | 24 ottobre 1995   | Spacewatch                 |
| 633417 | 2009 SS195               | 22 settembre 2009 | Mount Lemmon Survey        |
| 633418 | 2009 SU196               | 4 dicembre 2005   | Mount Lemmon Survey        |
| 633419 | 2009 SV196               | 22 settembre 2009 | Spacewatch                 |
| 633420 | 2009 SW197               | 30 novembre 2005  | Spacewatch                 |
| 633421 | 2009 SL198               | 15 ottobre 2002   | NEAT                       |
| 633422 | 2009 ST198               | 22 settembre 2009 | Spacewatch                 |
| 633423 | 2009 SX198               | 22 settembre 2009 | Spacewatch                 |
| 633424 | 2009 SJ200               | 22 settembre 2009 | Spacewatch                 |
| 633425 | 2009 SO200               | 3 novembre 2000   | Spacewatch                 |
| 633426 | 2009 SS201               | 22 settembre 2009 | Spacewatch                 |
| 633427 | 2009 SW206               | 20 settembre 2009 | Spacewatch                 |
| 633428 | 2009 SP208               | 23 settembre 2009 | Spacewatch                 |
| 633429 | 2009 SH219               | 10 marzo 2007     | Mount Lemmon Survey        |
| 633430 | 2009 SN224               | 25 settembre 2009 | Spacewatch                 |
| 633431 | 2009 SS225               | 16 agosto 2009    | Spacewatch                 |
| 633432 | 2009 SG234               | 13 dicembre 2006  | Mount Lemmon Survey        |
| 633433 | 2009 SC240               | 17 settembre 2009 | CSS                        |
| 633434 | 2009 SJ240               | 11 luglio 2004    | NEAT                       |
| 633435 | 2009 SL242               | 22 settembre 2009 | CSS                        |
| 633436 | 2009 SN244               | 30 dicembre 2005  | Mount Lemmon Survey        |
| 633437 | 2009 SW246               | 7 settembre 2008  | Mount Lemmon Survey        |
| 633438 | 2009 ST249               | 27 agosto 2005    | NEAT                       |
| 633439 | 2009 SX249               | 13 dicembre 2006  | Spacewatch                 |
| 633440 | 2009 SD250               | 4 luglio 2005     | Mount Lemmon Survey        |
| 633441 | 2009 SB252               | 21 settembre 2009 | Spacewatch                 |
| 633442 | 2009 SL253               | 25 agosto 2000    | R. Millis, L. H. Wasserman |
| 633443 | 2009 SH255               | 29 aprile 2008    | Spacewatch                 |
| 633444 | 2009 SH256               | 21 settembre 2009 | CSS                        |
| 633445 | 2009 SW261               | 23 settembre 2009 | Spacewatch                 |
| 633446 | 2009 SM262               | 23 settembre 2009 | Spacewatch                 |
| 633447 | 2009 SX263               | 23 settembre 2009 | Mount Lemmon Survey        |
| 633448 | 2009 SC270               | 7 settembre 2004  | Spacewatch                 |
| 633449 | 2009 SH272               | 20 settembre 2009 | Spacewatch                 |
| 633450 | 2009 SA274               | 28 dicembre 2005  | Spacewatch                 |
| 633451 | 2009 SE274               | 25 settembre 2009 | Spacewatch                 |
| 633452 | 2009 SQ278               | 25 settembre 2009 | Spacewatch                 |
| 633453 | 2009 SS280               | 25 settembre 2009 | Spacewatch                 |
| 633454 | 2009 SH285               | 27 agosto 2009    | Spacewatch                 |
| 633455 | 2009 SL291               | 25 settembre 2009 | Spacewatch                 |
| 633456 | 2009 SS295               | 27 settembre 2009 | Mount Lemmon Survey        |
| 633457 | 2009 SV296               | 23 giugno 2005    | NEAT                       |
| 633458 | 2009 SR298               | 13 ottobre 1993   | Spacewatch                 |
| 633459 | 2009 SD300               | 19 settembre 2009 | Mount Lemmon Survey        |
| 633460 | 2009 SP306               | 17 settembre 2009 | Mount Lemmon Survey        |
| 633461 | 2009 SQ306               | 27 ottobre 2005   | Mount Lemmon Survey        |
| 633462 | 2009 SQ308               | 18 settembre 2009 | Spacewatch                 |
| 633463 | 2009 SX308               | 18 settembre 2009 | Mount Lemmon Survey        |
| 633464 | 2009 SA309               | 21 febbraio 2007  | Mount Lemmon Survey        |
| 633465 | 2009 SD311               | 14 gennaio 2002   | Spacewatch                 |
| 633466 | 2009 SZ312               | 18 settembre 2009 | Spacewatch                 |
| 633467 | 2009 ST319               | 15 aprile 2008    | Mount Lemmon Survey        |
| 633468 | 2009 SP320               | 21 settembre 2009 | Mount Lemmon Survey        |
| 633469 | 2009 SE321               | 21 settembre 2009 | Spacewatch                 |
| 633470 | 2009 SZ322               | 18 settembre 2009 | Spacewatch                 |
| 633471 | 2009 SD324               | 24 settembre 2009 | Mount Lemmon Survey        |
| 633472 | 2009 SB326               | 24 aprile 2003    | Spacewatch                 |
| 633473 | 2009 SJ326               | 29 settembre 2009 | J. Skvarč                  |
| 633474 | 2009 SV341               | 18 settembre 2009 | Spacewatch                 |
| 633475 | 2009 SX354               | 29 settembre 2009 | Spacewatch                 |
| 633476 | 2009 SU355               | 13 febbraio 2002  | Spacewatch                 |
| 633477 | 2009 SD356               | 27 settembre 2009 | Spacewatch                 |
| 633478 | 2009 SA358               | 19 settembre 2009 | Mount Lemmon Survey        |
| 633479 | 2009 SZ369               | 28 agosto 2009    | Spacewatch                 |
| 633480 | 2009 SO370               | 20 settembre 2009 | Spacewatch                 |
| 633481 | 2009 SF371               | 14 febbraio 2000  | Spacewatch                 |
| 633482 | 2009 ST371               | 21 settembre 2009 | Spacewatch                 |
| 633483 | 2009 SU372               | 23 settembre 2009 | Mount Lemmon Survey        |
| 633484 | 2009 SH375               | 3 febbraio 2012   | Pan-STARRS                 |
| 633485 | 2009 SQ382               | 21 settembre 2009 | Spacewatch                 |
| 633486 | 2009 ST382               | 28 novembre 2013  | Spacewatch                 |
| 633487 | 2009 SK383               | 28 settembre 2009 | Spacewatch                 |
| 633488 | 2009 SY383               | 18 settembre 2009 | Spacewatch                 |
| 633489 | 2009 SD385               | 30 gennaio 2011   | Mount Lemmon Survey        |
| 633490 | 2009 SQ389               | 28 novembre 2013  | Mount Lemmon Survey        |
| 633491 | 2009 SC394               | 26 novembre 2014  | Pan-STARRS                 |
| 633492 | 2009 SD394               | 27 settembre 2009 | Mount Lemmon Survey        |
| 633493 | 2009 SS394               | 28 marzo 2012     | Mount Lemmon Survey        |
| 633494 | 2009 SV394               | 29 gennaio 2011   | Mount Lemmon Survey        |
| 633495 | 2009 SY396               | 26 settembre 2009 | Spacewatch                 |
| 633496 | 2009 SD398               | 30 novembre 2005  | Mount Lemmon Survey        |
| 633497 | 2009 SE398               | 27 settembre 2009 | Spacewatch                 |
| 633498 | 2009 SF398               | 26 settembre 2009 | Spacewatch                 |
| 633499 | 2009 SJ398               | 26 settembre 2009 | Spacewatch                 |
| 633500 | 2009 SZ399               | 17 settembre 2009 | Mount Lemmon Survey        |

## 633501–633600
| Nome                  | Designazione provvisoria | Data di scoperta  | Scopritore                          |
| --------------------- | ------------------------ | ----------------- | ----------------------------------- |
| 633501                | 2009 SE401               | 25 settembre 2009 | Mount Lemmon Survey                 |
| 633502                | 2009 SY408               | 25 settembre 2009 | Spacewatch                          |
| 633503                | 2009 SS409               | 18 settembre 2009 | Spacewatch                          |
| 633504                | 2009 SM413               | 18 settembre 2009 | Spacewatch                          |
| 633505                | 2009 ST413               | 27 settembre 2009 | Mount Lemmon Survey                 |
| 633506                | 2009 SU413               | 27 settembre 2009 | Spacewatch                          |
| 633507                | 2009 SK414               | 29 settembre 2009 | Mount Lemmon Survey                 |
| 633508                | 2009 ST414               | 20 settembre 2009 | Spacewatch                          |
| 633509                | 2009 SW423               | 18 settembre 2009 | Mount Lemmon Survey                 |
| 633510                | 2009 SF428               | 20 settembre 2009 | Mount Lemmon Survey                 |
| 633511                | 2009 TC                  | 3 marzo 2006      | Mount Lemmon Survey                 |
| 633512                | 2009 TT6                 | 1 dicembre 2005   | NEAT                                |
| 633513                | 2009 TG22                | 28 agosto 2003    | NEAT                                |
| 633514                | 2009 TK24                | 14 ottobre 2009   | Mount Lemmon Survey                 |
| 633515                | 2009 TS27                | 15 ottobre 2009   | Osservatorio astronomico di Maiorca |
| 633516                | 2009 TX29                | 18 gennaio 2004   | Spacewatch                          |
| 633517                | 2009 TM36                | 14 ottobre 2009   | Osservatorio astronomico di Maiorca |
| 633518                | 2009 TU38                | 2 ottobre 2009    | Mount Lemmon Survey                 |
| 633519                | 2009 TB40                | 15 ottobre 2009   | CSS                                 |
| 633520                | 2009 TC40                | 30 marzo 2008     | Spacewatch                          |
| 633521                | 2009 TD43                | 1 ottobre 2009    | Spacewatch                          |
| 633522                | 2009 TE43                | 2 ottobre 2009    | Mount Lemmon Survey                 |
| 633523                | 2009 TU51                | 1 ottobre 2014    | Spacewatch                          |
| 633524                | 2009 TF54                | 14 ottobre 2009   | Mount Lemmon Survey                 |
| 633525                | 2009 UV2                 | 18 ottobre 2009   | S. Shurpakov                        |
| 633526                | 2009 UF3                 | 5 gennaio 2000    | Spacewatch                          |
| 633527                | 2009 UP3                 | 19 ottobre 2009   | A. Lowe                             |
| 633528                | 2009 UB15                | 28 settembre 2009 | Mount Lemmon Survey                 |
| 633529                | 2009 UR23                | 22 settembre 2009 | Spacewatch                          |
| 633530                | 2009 UC25                | 1 settembre 2005  | NEAT                                |
| 633531                | 2009 UO29                | 18 ottobre 2009   | Mount Lemmon Survey                 |
| 633532                | 2009 UO36                | 22 ottobre 2009   | Mount Lemmon Survey                 |
| 633533                | 2009 UF41                | 18 ottobre 2009   | Mount Lemmon Survey                 |
| 633534                | 2009 UL42                | 18 ottobre 2009   | Mount Lemmon Survey                 |
| 633535                | 2009 UC43                | 18 ottobre 2009   | Mount Lemmon Survey                 |
| 633536                | 2009 UM43                | 14 settembre 2009 | Spacewatch                          |
| 633537                | 2009 UD50                | 22 ottobre 2009   | Mount Lemmon Survey                 |
| 633538                | 2009 UY51                | 18 aprile 2007    | Spacewatch                          |
| 633539                | 2009 UE55                | 23 ottobre 2009   | Mount Lemmon Survey                 |
| 633540                | 2009 UT57                | 23 ottobre 2009   | Mount Lemmon Survey                 |
| 633541                | 2009 UX58                | 23 ottobre 2009   | Mount Lemmon Survey                 |
| 633542                | 2009 US64                | 17 ottobre 2009   | Mount Lemmon Survey                 |
| 633543                | 2009 UQ66                | 8 febbraio 2002   | R. Millis, M. W. Buie               |
| 633544                | 2009 UR67                | 16 luglio 2004    | Cerro Tololo Obs.                   |
| 633545                | 2009 UE68                | 29 settembre 2009 | Spacewatch                          |
| 633546                | 2009 UK73                | 22 settembre 2009 | Mount Lemmon Survey                 |
| 633547                | 2009 UC74                | 1 dicembre 2006   | Mount Lemmon Survey                 |
| 633548                | 2009 UN74                | 18 marzo 2007     | Spacewatch                          |
| 633549                | 2009 UM75                | 21 ottobre 2009   | Mount Lemmon Survey                 |
| 633550                | 2009 UF80                | 22 ottobre 2009   | Mount Lemmon Survey                 |
| 633551                | 2009 UA81                | 26 ottobre 2005   | Spacewatch                          |
| 633552                | 2009 US89                | 15 marzo 2007     | CSS                                 |
| 633553                | 2009 UG101               | 23 ottobre 2009   | Mount Lemmon Survey                 |
| 633554                | 2009 US104               | 25 ottobre 2009   | Mount Lemmon Survey                 |
| 633555                | 2009 UU104               | 25 ottobre 2009   | Mount Lemmon Survey                 |
| 633556                | 2009 UK106               | 21 ottobre 2009   | Mount Lemmon Survey                 |
| 633557                | 2009 UR107               | 29 maggio 2008    | Mount Lemmon Survey                 |
| 633558                | 2009 UC111               | 29 giugno 2005    | Spacewatch                          |
| 633559                | 2009 UE111               | 29 luglio 2005    | NEAT                                |
| 633560                | 2009 UF115               | 12 settembre 2009 | Spacewatch                          |
| 633561                | 2009 UO115               | 20 settembre 2009 | Spacewatch                          |
| 633562                | 2009 UE117               | 22 ottobre 2009   | Mount Lemmon Survey                 |
| 633563                | 2009 UU117               | 22 ottobre 2009   | Mount Lemmon Survey                 |
| 633564                | 2009 UE118               | 15 settembre 2009 | Spacewatch                          |
| 633565                | 2009 US119               | 19 settembre 2009 | Spacewatch                          |
| 633566                | 2009 UU120               | 12 settembre 2009 | Spacewatch                          |
| 633567                | 2009 UW122               | 14 marzo 2007     | Mount Lemmon Survey                 |
| 633568                | 2009 UD123               | 26 ottobre 2009   | Mount Lemmon Survey                 |
| 633569                | 2009 UL124               | 3 dicembre 2005   | Osservatorio di Mauna Kea           |
| 633570 Viktorzagainov | 2009 UX126               | 21 ottobre 2009   | T. V. Kryachko, B. Satovskij        |
| 633571                | 2009 UM133               | 22 ottobre 2009   | Mount Lemmon Survey                 |
| 633572                | 2009 UC134               | 15 settembre 2009 | Spacewatch                          |
| 633573                | 2009 UT145               | 16 novembre 2006  | Mount Lemmon Survey                 |
| 633574                | 2009 UW156               | 6 febbraio 2016   | Pan-STARRS                          |
| 633575                | 2009 UD157               | 23 gennaio 2006   | Spacewatch                          |
| 633576                | 2009 UK160               | 23 ottobre 2009   | Spacewatch                          |
| 633577                | 2009 UG162               | 22 ottobre 2009   | Mount Lemmon Survey                 |
| 633578                | 2009 UK166               | 2 marzo 2011      | Mount Lemmon Survey                 |
| 633579                | 2009 UT166               | 18 ottobre 2009   | Mount Lemmon Survey                 |
| 633580                | 2009 UG171               | 20 ottobre 2012   | Mount Lemmon Survey                 |
| 633581                | 2009 UX173               | 22 ottobre 2009   | Mount Lemmon Survey                 |
| 633582                | 2009 UZ174               | 22 ottobre 2009   | Mount Lemmon Survey                 |
| 633583                | 2009 UE176               | 25 ottobre 2009   | Spacewatch                          |
| 633584                | 2009 UT176               | 17 ottobre 2009   | Mount Lemmon Survey                 |
| 633585                | 2009 UF179               | 22 ottobre 2009   | Mount Lemmon Survey                 |
| 633586                | 2009 UW179               | 18 ottobre 2009   | Mount Lemmon Survey                 |
| 633587                | 2009 UC185               | 16 ottobre 2009   | Mount Lemmon Survey                 |
| 633588                | 2009 UJ185               | 15 marzo 2007     | Spacewatch                          |
| 633589                | 2009 UJ187               | 18 ottobre 2009   | Mount Lemmon Survey                 |
| 633590                | 2009 UK190               | 18 ottobre 2009   | Mount Lemmon Survey                 |
| 633591                | 2009 UH192               | 16 ottobre 2009   | Mount Lemmon Survey                 |
| 633592                | 2009 UW193               | 21 settembre 2009 | Mount Lemmon Survey                 |
| 633593                | 2009 VO2                 | 4 dicembre 2000   | LINEAR                              |
| 633594                | 2009 VB6                 | 8 novembre 2009   | Mount Lemmon Survey                 |
| 633595                | 2009 VE15                | 8 novembre 2009   | Mount Lemmon Survey                 |
| 633596                | 2009 VR22                | 21 aprile 2007    | L. H. Wasserman                     |
| 633597                | 2009 VU24                | 25 ottobre 2009   | Spacewatch                          |
| 633598                | 2009 VU31                | 24 ottobre 2005   | Osservatorio di Mauna Kea           |
| 633599                | 2009 VM34                | 10 novembre 2009  | Mount Lemmon Survey                 |
| 633600                | 2009 VW35                | 10 novembre 2009  | Mount Lemmon Survey                 |

## 633601–633700
| Nome   | Designazione provvisoria | Data di scoperta  | Scopritore                |
| ------ | ------------------------ | ----------------- | ------------------------- |
| 633601 | 2009 VA43                | 23 luglio 2003    | NEAT                      |
| 633602 | 2009 VJ55                | 25 settembre 2005 | Spacewatch                |
| 633603 | 2009 VF56                | 11 novembre 2009  | Mount Lemmon Survey       |
| 633604 | 2009 VC61                | 27 agosto 2005    | NEAT                      |
| 633605 | 2009 VB65                | 9 novembre 2009   | Spacewatch                |
| 633606 | 2009 VY67                | 9 novembre 2009   | Mount Lemmon Survey       |
| 633607 | 2009 VN69                | 9 novembre 2009   | Mount Lemmon Survey       |
| 633608 | 2009 VJ84                | 9 novembre 2009   | Spacewatch                |
| 633609 | 2009 VU84                | 6 settembre 2008  | CSS                       |
| 633610 | 2009 VH85                | 10 novembre 2009  | Spacewatch                |
| 633611 | 2009 VK92                | 26 maggio 2008    | Spacewatch                |
| 633612 | 2009 VY98                | 9 novembre 2009   | Mount Lemmon Survey       |
| 633613 | 2009 VP101               | 11 novembre 2009  | Spacewatch                |
| 633614 | 2009 VX107               | 18 aprile 2007    | Spacewatch                |
| 633615 | 2009 VZ108               | 9 novembre 2009   | Spacewatch                |
| 633616 | 2009 VN112               | 27 aprile 2017    | Pan-STARRS                |
| 633617 | 2009 VY119               | 11 novembre 2009  | Mount Lemmon Survey       |
| 633618 | 2009 VG120               | 9 novembre 2009   | Spacewatch                |
| 633619 | 2009 VN120               | 10 novembre 2009  | Mount Lemmon Survey       |
| 633620 | 2009 VF122               | 24 gennaio 2014   | Pan-STARRS                |
| 633621 | 2009 VN122               | 8 novembre 2009   | Mount Lemmon Survey       |
| 633622 | 2009 VQ125               | 13 dicembre 2004  | Spacewatch                |
| 633623 | 2009 VZ125               | 10 novembre 2009  | Mount Lemmon Survey       |
| 633624 | 2009 VA126               | 9 novembre 2009   | Mount Lemmon Survey       |
| 633625 | 2009 VD128               | 8 novembre 2009   | Mount Lemmon Survey       |
| 633626 | 2009 VS129               | 8 novembre 2009   | Mount Lemmon Survey       |
| 633627 | 2009 VV133               | 8 novembre 2009   | Mount Lemmon Survey       |
| 633628 | 2009 WZ1                 | 15 settembre 2009 | Spacewatch                |
| 633629 | 2009 WJ3                 | 16 novembre 2009  | Mount Lemmon Survey       |
| 633630 | 2009 WV3                 | 16 novembre 2009  | Mount Lemmon Survey       |
| 633631 | 2009 WD4                 | 16 novembre 2009  | Spacewatch                |
| 633632 | 2009 WW9                 | 26 marzo 2003     | NEAT                      |
| 633633 | 2009 WX9                 | 16 ottobre 2003   | NEAT                      |
| 633634 | 2009 WA12                | 17 settembre 1995 | Spacewatch                |
| 633635 | 2009 WL13                | 16 novembre 2009  | Mount Lemmon Survey       |
| 633636 | 2009 WP13                | 16 novembre 2009  | Mount Lemmon Survey       |
| 633637 | 2009 WR15                | 16 novembre 2009  | Mount Lemmon Survey       |
| 633638 | 2009 WT18                | 17 novembre 2009  | Mount Lemmon Survey       |
| 633639 | 2009 WU23                | 19 novembre 2009  | CSS                       |
| 633640 | 2009 WB26                | 21 novembre 2009  | Spacewatch                |
| 633641 | 2009 WK31                | 17 febbraio 2007  | Spacewatch                |
| 633642 | 2009 WO35                | 15 settembre 2004 | Spacewatch                |
| 633643 | 2009 WU35                | 15 settembre 2009 | Spacewatch                |
| 633644 | 2009 WY36                | 5 agosto 2005     | NEAT                      |
| 633645 | 2009 WD37                | 9 novembre 2009   | Spacewatch                |
| 633646 | 2009 WW37                | 23 gennaio 2006   | Spacewatch                |
| 633647 | 2009 WQ38                | 30 settembre 2009 | Mount Lemmon Survey       |
| 633648 | 2009 WA39                | 17 novembre 2009  | Spacewatch                |
| 633649 | 2009 WH42                | 17 novembre 2009  | Mount Lemmon Survey       |
| 633650 | 2009 WW45                | 12 dicembre 2006  | Mount Lemmon Survey       |
| 633651 | 2009 WO46                | 29 dicembre 2000  | Spacewatch                |
| 633652 | 2009 WP48                | 19 novembre 2009  | Mount Lemmon Survey       |
| 633653 | 2009 WQ55                | 24 dicembre 2005  | Spacewatch                |
| 633654 | 2009 WB56                | 16 novembre 2009  | Mount Lemmon Survey       |
| 633655 | 2009 WB58                | 16 novembre 2009  | Mount Lemmon Survey       |
| 633656 | 2009 WD62                | 6 febbraio 2002   | R. Millis, M. W. Buie     |
| 633657 | 2009 WM63                | 16 maggio 2004    | CINEOS                    |
| 633658 | 2009 WJ64                | 26 maggio 2007    | Mount Lemmon Survey       |
| 633659 | 2009 WH67                | 11 marzo 2007     | Spacewatch                |
| 633660 | 2009 WO69                | 30 agosto 2005    | LONEOS                    |
| 633661 | 2009 WN70                | 10 novembre 2009  | Spacewatch                |
| 633662 | 2009 WU71                | 18 novembre 2009  | Spacewatch                |
| 633663 | 2009 WA78                | 10 novembre 2009  | Spacewatch                |
| 633664 | 2009 WR82                | 11 novembre 2009  | Spacewatch                |
| 633665 | 2009 WZ91                | 29 luglio 2005    | NEAT                      |
| 633666 | 2009 WD92                | 8 febbraio 2007   | Mount Lemmon Survey       |
| 633667 | 2009 WA97                | 20 novembre 2009  | Mount Lemmon Survey       |
| 633668 | 2009 WN97                | 20 novembre 2009  | Mount Lemmon Survey       |
| 633669 | 2009 WQ98                | 12 ottobre 2009   | Mount Lemmon Survey       |
| 633670 | 2009 WO108               | 17 novembre 2009  | Mount Lemmon Survey       |
| 633671 | 2009 WY108               | 22 ottobre 2009   | Mount Lemmon Survey       |
| 633672 | 2009 WH113               | 26 settembre 2009 | Spacewatch                |
| 633673 | 2009 WX113               | 6 gennaio 2006    | Spacewatch                |
| 633674 | 2009 WW116               | 16 novembre 2009  | Spacewatch                |
| 633675 | 2009 WZ119               | 9 dicembre 2002   | Spacewatch                |
| 633676 | 2009 WV121               | 20 novembre 2009  | Spacewatch                |
| 633677 | 2009 WL122               | 20 novembre 2009  | Spacewatch                |
| 633678 | 2009 WL124               | 16 ottobre 2009   | Mount Lemmon Survey       |
| 633679 | 2009 WV124               | 20 novembre 2009  | Spacewatch                |
| 633680 | 2009 WZ126               | 9 novembre 1999   | Spacewatch                |
| 633681 | 2009 WJ132               | 29 luglio 2008    | Mount Lemmon Survey       |
| 633682 | 2009 WX132               | 7 novembre 2005   | Osservatorio di Mauna Kea |
| 633683 | 2009 WN137               | 23 novembre 2009  | Mount Lemmon Survey       |
| 633684 | 2009 WZ137               | 25 ottobre 2009   | Spacewatch                |
| 633685 | 2009 WK141               | 15 maggio 2001    | R. Dyvig                  |
| 633686 | 2009 WT143               | 22 settembre 2004 | Spacewatch                |
| 633687 | 2009 WT144               | 12 agosto 2004    | Cerro Tololo Obs.         |
| 633688 | 2009 WS148               | 15 marzo 2007     | Mount Lemmon Survey       |
| 633689 | 2009 WX149               | 2 febbraio 2006   | Spacewatch                |
| 633690 | 2009 WW152               | 13 settembre 2005 | Spacewatch                |
| 633691 | 2009 WR153               | 19 novembre 2009  | Mount Lemmon Survey       |
| 633692 | 2009 WT154               | 19 novembre 2009  | Mount Lemmon Survey       |
| 633693 | 2009 WB156               | 20 novembre 2009  | Spacewatch                |
| 633694 | 2009 WP156               | 16 novembre 2009  | Spacewatch                |
| 633695 | 2009 WK158               | 20 novembre 2009  | Mount Lemmon Survey       |
| 633696 | 2009 WT159               | 11 novembre 2009  | Spacewatch                |
| 633697 | 2009 WZ159               | 29 luglio 2005    | NEAT                      |
| 633698 | 2009 WZ161               | 17 novembre 2009  | Spacewatch                |
| 633699 | 2009 WH162               | 7 settembre 2008  | Mount Lemmon Survey       |
| 633700 | 2009 WQ163               | 21 novembre 2009  | Spacewatch                |

## 633701–633800
| Nome   | Designazione provvisoria | Data di scoperta  | Scopritore                      |
| ------ | ------------------------ | ----------------- | ------------------------------- |
| 633701 | 2009 WK165               | 21 novembre 2009  | CSS                             |
| 633702 | 2009 WU165               | 3 dicembre 2005   | Osservatorio di Mauna Kea       |
| 633703 | 2009 WY174               | 29 settembre 2009 | Mount Lemmon Survey             |
| 633704 | 2009 WC176               | 23 novembre 2009  | Spacewatch                      |
| 633705 | 2009 WV177               | 30 giugno 2005    | Spacewatch                      |
| 633706 | 2009 WZ181               | 20 aprile 2007    | Spacewatch                      |
| 633707 | 2009 WZ188               | 24 novembre 2009  | Mount Lemmon Survey             |
| 633708 | 2009 WG194               | 24 novembre 2009  | Spacewatch                      |
| 633709 | 2009 WW195               | 24 ottobre 2009   | Spacewatch                      |
| 633710 | 2009 WA197               | 29 agosto 2005    | NEAT                            |
| 633711 | 2009 WV198               | 26 novembre 2009  | Mount Lemmon Survey             |
| 633712 | 2009 WN199               | 18 novembre 2009  | Mount Lemmon Survey             |
| 633713 | 2009 WJ201               | 16 novembre 2009  | Mount Lemmon Survey             |
| 633714 | 2009 WW201               | 26 novembre 2009  | Mount Lemmon Survey             |
| 633715 | 2009 WG202               | 26 novembre 2009  | Mount Lemmon Survey             |
| 633716 | 2009 WJ202               | 27 gennaio 2007   | Mount Lemmon Survey             |
| 633717 | 2009 WX203               | 16 novembre 2009  | Spacewatch                      |
| 633718 | 2009 WF204               | 16 novembre 2009  | Spacewatch                      |
| 633719 | 2009 WM204               | 26 ottobre 2009   | Spacewatch                      |
| 633720 | 2009 WU204               | 17 novembre 2009  | Spacewatch                      |
| 633721 | 2009 WZ204               | 22 ottobre 2009   | Mount Lemmon Survey             |
| 633722 | 2009 WJ205               | 17 novembre 2009  | Spacewatch                      |
| 633723 | 2009 WV205               | 21 settembre 2009 | Mount Lemmon Survey             |
| 633724 | 2009 WA206               | 10 gennaio 2007   | Mount Lemmon Survey             |
| 633725 | 2009 WW213               | 20 agosto 1995    | Spacewatch                      |
| 633726 | 2009 WL218               | 16 novembre 2009  | Mount Lemmon Survey             |
| 633727 | 2009 WH221               | 16 novembre 2009  | Mount Lemmon Survey             |
| 633728 | 2009 WD222               | 24 gennaio 2007   | Mount Lemmon Survey             |
| 633729 | 2009 WH222               | 16 novembre 2009  | Mount Lemmon Survey             |
| 633730 | 2009 WU223               | 7 novembre 2005   | Osservatorio di Mauna Kea       |
| 633731 | 2009 WW224               | 11 ottobre 2004   | L. H. Wasserman, J. R. Lovering |
| 633732 | 2009 WG227               | 17 novembre 2009  | Mount Lemmon Survey             |
| 633733 | 2009 WT230               | 5 ottobre 2004    | Spacewatch                      |
| 633734 | 2009 WX231               | 17 novembre 2009  | Mount Lemmon Survey             |
| 633735 | 2009 WP234               | 19 novembre 2009  | Spacewatch                      |
| 633736 | 2009 WB236               | 30 settembre 2003 | Spacewatch                      |
| 633737 | 2009 WO237               | 14 aprile 2004    | Spacewatch                      |
| 633738 | 2009 WW237               | 17 novembre 2009  | Spacewatch                      |
| 633739 | 2009 WB241               | 18 novembre 2009  | Spacewatch                      |
| 633740 | 2009 WH241               | 28 luglio 2005    | NEAT                            |
| 633741 | 2009 WY241               | 18 novembre 2009  | Mount Lemmon Survey             |
| 633742 | 2009 WZ241               | 18 novembre 2009  | Mount Lemmon Survey             |
| 633743 | 2009 WA242               | 18 novembre 2009  | Spacewatch                      |
| 633744 | 2009 WL243               | 13 marzo 2007     | Mount Lemmon Survey             |
| 633745 | 2009 WM245               | 21 febbraio 2003  | Kvistaberg Obs.                 |
| 633746 | 2009 WH247               | 21 febbraio 2007  | Mount Lemmon Survey             |
| 633747 | 2009 WK248               | 25 dicembre 2005  | Spacewatch                      |
| 633748 | 2009 WM253               | 19 marzo 2007     | Mount Lemmon Survey             |
| 633749 | 2009 WT254               | 5 agosto 2005     | NEAT                            |
| 633750 | 2009 WL255               | 23 settembre 2008 | Spacewatch                      |
| 633751 | 2009 WJ256               | 26 maggio 2003    | Spacewatch                      |
| 633752 | 2009 WE257               | 25 novembre 2009  | Spacewatch                      |
| 633753 | 2009 WV257               | 26 novembre 2009  | Mount Lemmon Survey             |
| 633754 | 2009 WY257               | 24 febbraio 2006  | Spacewatch                      |
| 633755 | 2009 WB262               | 18 novembre 2009  | Spacewatch                      |
| 633756 | 2009 WC271               | 19 giugno 2015    | Pan-STARRS                      |
| 633757 | 2009 WF272               | 22 novembre 2009  | Spacewatch                      |
| 633758 | 2009 WL273               | 24 novembre 2009  | Spacewatch                      |
| 633759 | 2009 WO273               | 26 gennaio 2014   | Pan-STARRS                      |
| 633760 | 2009 WS278               | 23 novembre 2009  | Spacewatch                      |
| 633761 | 2009 WA281               | 9 febbraio 2011   | Mount Lemmon Survey             |
| 633762 | 2009 WF284               | 15 giugno 2015    | Pan-STARRS                      |
| 633763 | 2009 WT285               | 17 novembre 2009  | Mount Lemmon Survey             |
| 633764 | 2009 WZ285               | 23 aprile 2015    | Pan-STARRS                      |
| 633765 | 2009 WO289               | 16 novembre 2009  | Mount Lemmon Survey             |
| 633766 | 2009 WQ289               | 21 novembre 2009  | Spacewatch                      |
| 633767 | 2009 XM                  | 6 dicembre 2009   | K. Nishiyama, S. Urakawa        |
| 633768 | 2009 XG4                 | 31 gennaio 2006   | Spacewatch                      |
| 633769 | 2009 XU6                 | 25 febbraio 2006  | C. W. Hergenrother, A. C. Smith |
| 633770 | 2009 XM8                 | 14 dicembre 2009  | E. Schwab                       |
| 633771 | 2009 XO8                 | 1 ottobre 2003    | LONEOS                          |
| 633772 | 2009 XA11                | 26 marzo 2003     | NEAT                            |
| 633773 | 2009 XB12                | 24 novembre 2009  | Spacewatch                      |
| 633774 | 2009 XE20                | 12 dicembre 2009  | R. Ferrando, M. Ferrando        |
| 633775 | 2009 XU22                | 10 dicembre 2009  | Mount Lemmon Survey             |
| 633776 | 2009 XG23                | 26 agosto 2005    | LONEOS                          |
| 633777 | 2009 XV28                | 13 dicembre 2009  | Mount Lemmon Survey             |
| 633778 | 2009 YM3                 | 17 dicembre 2009  | Mount Lemmon Survey             |
| 633779 | 2009 YS5                 | 2 febbraio 2000   | Spacewatch                      |
| 633780 | 2009 YK8                 | 13 dicembre 2004  | Spacewatch                      |
| 633781 | 2009 YZ8                 | 4 febbraio 2000   | Spacewatch                      |
| 633782 | 2009 YN10                | 21 settembre 2009 | Mount Lemmon Survey             |
| 633783 | 2009 YQ12                | 7 settembre 2008  | Mount Lemmon Survey             |
| 633784 | 2009 YL13                | 2 ottobre 2003    | Spacewatch                      |
| 633785 | 2009 YS16                | 17 ottobre 2003   | LONEOS                          |
| 633786 | 2009 YN19                | 9 agosto 2002     | M. W. Buie, S. D. Kern          |
| 633787 | 2009 YK27                | 30 marzo 2015     | Pan-STARRS                      |
| 633788 | 2009 YK29                | 6 giugno 2018     | Pan-STARRS                      |
| 633789 | 2010 AC26                | 6 gennaio 2010    | Spacewatch                      |
| 633790 | 2010 AR48                | 17 novembre 2000  | Spacewatch                      |
| 633791 | 2010 AU48                | 3 novembre 2008   | CSS                             |
| 633792 | 2010 AQ51                | 1 ottobre 2008    | Mount Lemmon Survey             |
| 633793 | 2010 AL62                | 5 settembre 2008  | Spacewatch                      |
| 633794 | 2010 AE140               | 3 marzo 2006      | Mount Lemmon Survey             |
| 633795 | 2010 AA143               | 5 febbraio 1995   | Spacewatch                      |
| 633796 | 2010 AF143               | 24 luglio 2003    | NEAT                            |
| 633797 | 2010 AK159               | 31 dicembre 2013  | Spacewatch                      |
| 633798 | 2010 AH163               | 8 gennaio 2010    | Spacewatch                      |
| 633799 | 2010 AM163               | 6 gennaio 2010    | Spacewatch                      |
| 633800 | 2010 CQ                  | 3 febbraio 2010   | P. Kocher                       |

## 633801–633900
| Nome   | Designazione provvisoria | Data di scoperta  | Scopritore          |
| ------ | ------------------------ | ----------------- | ------------------- |
| 633801 | 2010 CV24                | 22 settembre 2008 | Mount Lemmon Survey |
| 633802 | 2010 CP30                | 9 febbraio 2010   | Mount Lemmon Survey |
| 633803 | 2010 CJ33                | 10 febbraio 2010  | Spacewatch          |
| 633804 | 2010 CU36                | 5 dicembre 2005   | Spacewatch          |
| 633805 | 2010 CS55                | 16 settembre 2004 | LONEOS              |
| 633806 | 2010 CB66                | 11 gennaio 2010   | Spacewatch          |
| 633807 | 2010 CK71                | 22 maggio 2003    | Spacewatch          |
| 633808 | 2010 CY73                | 21 settembre 2003 | NEAT                |
| 633809 | 2010 CD77                | 13 febbraio 2010  | Mount Lemmon Survey |
| 633810 | 2010 CZ77                | 13 febbraio 2010  | Mount Lemmon Survey |
| 633811 | 2010 CF86                | 14 febbraio 2010  | Mount Lemmon Survey |
| 633812 | 2010 CY92                | 27 febbraio 2006  | Spacewatch          |
| 633813 | 2010 CE103               | 10 settembre 2007 | Mount Lemmon Survey |
| 633814 | 2010 CN105               | 8 marzo 2005      | Mount Lemmon Survey |
| 633815 | 2010 CJ114               | 6 novembre 2008   | Mount Lemmon Survey |
| 633816 | 2010 CG125               | 18 aprile 2002    | Spacewatch          |
| 633817 | 2010 CO169               | 18 luglio 2007    | Mount Lemmon Survey |
| 633818 | 2010 CY174               | 9 febbraio 2010   | Spacewatch          |
| 633819 | 2010 CC252               | 28 gennaio 2015   | Pan-STARRS          |
| 633820 | 2010 CX253               | 27 febbraio 2006  | Spacewatch          |
| 633821 | 2010 CA275               | 14 febbraio 2010  | Mount Lemmon Survey |
| 633822 | 2010 CF276               | 10 febbraio 2010  | Spacewatch          |
| 633823 | 2010 DD10                | 1 dicembre 2008   | Mount Lemmon Survey |
| 633824 | 2010 DR48                | 30 settembre 2003 | Spacewatch          |
| 633825 | 2010 DC50                | 16 febbraio 2010  | Mount Lemmon Survey |
| 633826 | 2010 DH50                | 5 marzo 2016      | Pan-STARRS          |
| 633827 | 2010 DZ73                | 17 marzo 2002     | Spacewatch          |
| 633828 | 2010 DT75                | 18 settembre 2003 | Spacewatch          |
| 633829 | 2010 EU32                | 4 marzo 2010      | Spacewatch          |
| 633830 | 2010 EG37                | 2 aprile 2006     | Spacewatch          |
| 633831 | 2010 EG76                | 11 marzo 2005     | Spacewatch          |
| 633832 | 2010 EW79                | 19 novembre 2003  | Spacewatch          |
| 633833 | 2010 EF89                | 2 marzo 1995      | Spacewatch          |
| 633834 | 2010 EP96                | 6 maggio 2006     | Mount Lemmon Survey |
| 633835 | 2010 EX101               | 24 agosto 2007    | Spacewatch          |
| 633836 | 2010 EX102               | 6 maggio 2006     | Mount Lemmon Survey |
| 633837 | 2010 EJ109               | 28 settembre 2003 | Spacewatch          |
| 633838 | 2010 EV109               | 16 gennaio 2005   | Spacewatch          |
| 633839 | 2010 EG113               | 29 ottobre 2003   | Spacewatch          |
| 633840 | 2010 EA132               | 2 aprile 2006     | Mount Lemmon Survey |
| 633841 | 2010 ED189               | 4 gennaio 2014    | C. Rinner           |
| 633842 | 2010 EG189               | 13 marzo 2010     | Mount Lemmon Survey |
| 633843 | 2010 EQ192               | 10 dicembre 2018  | Mount Lemmon Survey |
| 633844 | 2010 FM1                 | 16 marzo 2010     | Mount Lemmon Survey |
| 633845 | 2010 FL13                | 16 marzo 2010     | PMO NEO             |
| 633846 | 2010 FS83                | 2 dicembre 2008   | Spacewatch          |
| 633847 | 2010 FY97                | 2 marzo 1997      | Spacewatch          |
| 633848 | 2010 FD136               | 20 novembre 2003  | Spacewatch          |
| 633849 | 2010 FM141               | 24 marzo 2014     | Pan-STARRS          |
| 633850 | 2010 FL143               | 4 ottobre 2018    | Pan-STARRS 2        |
| 633851 | 2010 FX143               | 18 marzo 2010     | Spacewatch          |
| 633852 | 2010 FZ146               | 18 marzo 2010     | Mount Lemmon Survey |
| 633853 | 2010 GY32                | 21 novembre 2008  | Spacewatch          |
| 633854 | 2010 GW106               | 8 aprile 2010     | Spacewatch          |
| 633855 | 2010 GC111               | 2 aprile 2005     | Mount Lemmon Survey |
| 633856 | 2010 GP116               | 2 aprile 2006     | Spacewatch          |
| 633857 | 2010 GG118               | 25 luglio 2006    | Mount Lemmon Survey |
| 633858 | 2010 GN129               | 6 aprile 2010     | Mount Lemmon Survey |
| 633859 | 2010 GD134               | 30 aprile 2005    | Spacewatch          |
| 633860 | 2010 GA142               | 9 maggio 2005     | Mount Lemmon Survey |
| 633861 | 2010 GQ144               | 8 ottobre 2007    | Mount Lemmon Survey |
| 633862 | 2010 GE147               | 15 aprile 2010    | CSS                 |
| 633863 | 2010 GA160               | 24 ottobre 2003   | Spacewatch          |
| 633864 | 2010 GP160               | 24 ottobre 2003   | Spacewatch          |
| 633865 | 2010 GH171               | 30 aprile 2016    | Pan-STARRS          |
| 633866 | 2010 GA177               | 13 aprile 2010    | Mount Lemmon Survey |
| 633867 | 2010 GK192               | 11 ottobre 2012   | Pan-STARRS          |
| 633868 | 2010 GZ199               | 15 ottobre 2012   | Mount Lemmon Survey |
| 633869 | 2010 GM209               | 15 aprile 2010    | Spacewatch          |
| 633870 | 2010 GQ209               | 2 novembre 2007   | Mount Lemmon Survey |
| 633871 | 2010 GB210               | 14 febbraio 2002  | Spacewatch          |
| 633872 | 2010 HD1                 | 10 marzo 2007     | Spacewatch          |
| 633873 | 2010 HN24                | 18 aprile 2010    | WISE                |
| 633874 | 2010 HK105               | 19 novembre 2007  | Spacewatch          |
| 633875 | 2010 HP105               | 11 aprile 2010    | Spacewatch          |
| 633876 | 2010 HM106               | 25 agosto 2006    | Osservatorio Lulin  |
| 633877 | 2010 HH116               | 29 maggio 2009    | Mount Lemmon Survey |
| 633878 | 2010 HT120               | 30 ottobre 2008   | Spacewatch          |
| 633879 | 2010 HH128               | 16 gennaio 2013   | Pan-STARRS          |
| 633880 | 2010 JH30                | 19 novembre 2003  | Spacewatch          |
| 633881 | 2010 JF47                | 10 maggio 2010    | Mount Lemmon Survey |
| 633882 | 2010 JZ72                | 6 maggio 2010     | Spacewatch          |
| 633883 | 2010 JA113               | 11 settembre 2007 | Mount Lemmon Survey |
| 633884 | 2010 JA154               | 5 maggio 2010     | Mount Lemmon Survey |
| 633885 | 2010 JH157               | 11 maggio 2010    | Spacewatch          |
| 633886 | 2010 JX158               | 15 gennaio 2008   | Mount Lemmon Survey |
| 633887 | 2010 JE161               | 9 ottobre 2007    | Mount Lemmon Survey |
| 633888 | 2010 JJ162               | 8 maggio 2010     | Mount Lemmon Survey |
| 633889 | 2010 JZ191               | 9 settembre 2007  | Spacewatch          |
| 633890 | 2010 JX204               | 7 marzo 2014      | Mount Lemmon Survey |
| 633891 | 2010 JH215               | 7 maggio 2010     | Spacewatch          |
| 633892 | 2010 KB                  | 16 maggio 2010    | Mount Lemmon Survey |
| 633893 | 2010 KB130               | 6 aprile 2010     | Spacewatch          |
| 633894 | 2010 KL160               | 19 maggio 2010    | Mount Lemmon Survey |
| 633895 | 2010 LP1                 | 6 aprile 2005     | LONEOS              |
| 633896 | 2010 LX133               | 1 gennaio 2009    | Mount Lemmon Survey |
| 633897 | 2010 LL146               | 9 settembre 2007  | Spacewatch          |
| 633898 | 2010 LO153               | 25 giugno 2017    | Pan-STARRS          |
| 633899 | 2010 LR158               | 22 novembre 2014  | Pan-STARRS          |
| 633900 | 2010 MO4                 | 21 giugno 2010    | Spacewatch          |

## 633901–634000
| Nome            | Designazione provvisoria | Data di scoperta  | Scopritore                   |
| --------------- | ------------------------ | ----------------- | ---------------------------- |
| 633901          | 2010 MG112               | 19 giugno 2010    | Mount Lemmon Survey          |
| 633902          | 2010 MK113               | 4 dicembre 2002   | Kitt Peak Obs.               |
| 633903          | 2010 MY118               | 1 novembre 2006   | Mount Lemmon Survey          |
| 633904          | 2010 NJ146               | 29 settembre 2011 | Mount Lemmon Survey          |
| 633905          | 2010 NC147               | 21 giugno 2010    | Mount Lemmon Survey          |
| 633906          | 2010 NH147               | 8 ottobre 2012    | Mount Lemmon Survey          |
| 633907          | 2010 NU147               | 4 luglio 2010     | Mount Lemmon Survey          |
| 633908          | 2010 PV88                | 23 settembre 2015 | Pan-STARRS                   |
| 633909 Lazutkin | 2010 QH2                 | 31 agosto 2010    | T. V. Kryachko, B. Satovskij |
| 633910          | 2010 QA7                 | 29 agosto 2005    | NEAT                         |
| 633911          | 2010 QC7                 | 28 novembre 2011  | Spacewatch                   |
| 633912          | 2010 RD1                 | 7 settembre 2000  | Spacewatch                   |
| 633913          | 2010 RL5                 | 15 settembre 2006 | Spacewatch                   |
| 633914          | 2010 RL31                | 2 ottobre 2006    | Mount Lemmon Survey          |
| 633915          | 2010 RN31                | 8 febbraio 2008   | Spacewatch                   |
| 633916          | 2010 RT35                | 2 aprile 2009     | Mount Lemmon Survey          |
| 633917          | 2010 RC48                | 4 settembre 2010  | Spacewatch                   |
| 633918          | 2010 RX65                | 27 giugno 2001    | NEAT                         |
| 633919          | 2010 RG81                | 26 agosto 2005    | NEAT                         |
| 633920          | 2010 RE96                | 21 settembre 2003 | Spacewatch                   |
| 633921          | 2010 RJ99                | 21 marzo 2009     | Spacewatch                   |
| 633922          | 2010 RS101               | 4 febbraio 2009   | Spacewatch                   |
| 633923          | 2010 RK102               | 10 settembre 2010 | Spacewatch                   |
| 633924          | 2010 RG119               | 12 settembre 2010 | R. Holmes                    |
| 633925          | 2010 RN129               | 21 aprile 2006    | CSS                          |
| 633926          | 2010 RP132               | 15 settembre 2010 | Mount Lemmon Survey          |
| 633927          | 2010 RX132               | 15 settembre 2010 | Mount Lemmon Survey          |
| 633928          | 2010 RP137               | 4 dicembre 2005   | Spacewatch                   |
| 633929          | 2010 RM139               | 10 aprile 2013    | Pan-STARRS                   |
| 633930          | 2010 RH144               | 14 settembre 2010 | Spacewatch                   |
| 633931          | 2010 RP168               | 2 settembre 2010  | Mount Lemmon Survey          |
| 633932          | 2010 RK177               | 11 settembre 2010 | Spacewatch                   |
| 633933          | 2010 RX183               | 1 aprile 2009     | Mount Lemmon Survey          |
| 633934          | 2010 RQ184               | 17 ottobre 2010   | Mount Lemmon Survey          |
| 633935          | 2010 RN188               | 14 settembre 2010 | Mount Lemmon Survey          |
| 633936          | 2010 RG193               | 23 agosto 2014    | Pan-STARRS                   |
| 633937          | 2010 RL198               | 19 marzo 2017     | Mount Lemmon Survey          |
| 633938          | 2010 RM198               | 7 gennaio 2017    | Mount Lemmon Survey          |
| 633939          | 2010 RN204               | 3 settembre 2010  | Mount Lemmon Survey          |
| 633940          | 2010 RF214               | 4 settembre 2010  | Spacewatch                   |
| 633941          | 2010 SY                  | 16 settembre 2010 | Mount Lemmon Survey          |
| 633942          | 2010 SB2                 | 16 settembre 2010 | Mount Lemmon Survey          |
| 633943          | 2010 SC13                | 31 gennaio 2009   | Spacewatch                   |
| 633944          | 2010 SW22                | 17 settembre 2010 | Mount Lemmon Survey          |
| 633945          | 2010 SW39                | 18 settembre 2010 | Mount Lemmon Survey          |
| 633946          | 2010 SH40                | 16 novembre 2006  | Spacewatch                   |
| 633947          | 2010 SL51                | 29 marzo 2017     | Pan-STARRS                   |
| 633948          | 2010 TN31                | 17 settembre 2010 | Spacewatch                   |
| 633949          | 2010 TH44                | 3 ottobre 2010    | R. Holmes                    |
| 633950          | 2010 TN48                | 4 settembre 2010  | Spacewatch                   |
| 633951          | 2010 TA53                | 8 ottobre 2010    | Spacewatch                   |
| 633952          | 2010 TX61                | 7 ottobre 2010    | R. Holmes                    |
| 633953          | 2010 TW63                | 16 giugno 2005    | Spacewatch                   |
| 633954          | 2010 TE67                | 4 settembre 1999  | Spacewatch                   |
| 633955          | 2010 TA71                | 8 ottobre 2010    | Spacewatch                   |
| 633956          | 2010 TH71                | 31 marzo 2009     | Spacewatch                   |
| 633957          | 2010 TE74                | 27 marzo 2004     | Spacewatch                   |
| 633958          | 2010 TS107               | 4 settembre 2010  | Spacewatch                   |
| 633959          | 2010 TF118               | 9 ottobre 2010    | Mount Lemmon Survey          |
| 633960          | 2010 TW128               | 13 agosto 2010    | Spacewatch                   |
| 633961          | 2010 TG136               | 11 ottobre 2010   | Mount Lemmon Survey          |
| 633962          | 2010 TE148               | 20 ottobre 2001   | NEAT                         |
| 633963          | 2010 TB156               | 10 ottobre 2010   | Spacewatch                   |
| 633964          | 2010 TZ160               | 10 ottobre 2010   | Mount Lemmon Survey          |
| 633965          | 2010 TV168               | 29 luglio 2001    | NEAT                         |
| 633966          | 2010 TK196               | 3 ottobre 2010    | Spacewatch                   |
| 633967          | 2010 TK198               | 2 settembre 2014  | Pan-STARRS                   |
| 633968          | 2010 TC204               | 2 settembre 2014  | Pan-STARRS                   |
| 633969          | 2010 TA219               | 4 marzo 2006      | Spacewatch                   |
| 633970          | 2010 TP221               | 13 ottobre 2010   | Mount Lemmon Survey          |
| 633971          | 2010 TF223               | 14 ottobre 2010   | Mount Lemmon Survey          |
| 633972          | 2010 UT22                | 4 luglio 2005     | Mount Lemmon Survey          |
| 633973          | 2010 UR24                | 18 settembre 2010 | Mount Lemmon Survey          |
| 633974          | 2010 UH38                | 29 ottobre 2010   | Z. Kuli, K. Sárneczky        |
| 633975          | 2010 UD40                | 29 ottobre 2010   | Z. Kuli, K. Sárneczky        |
| 633976          | 2010 UM49                | 13 gennaio 2008   | Mount Lemmon Survey          |
| 633977          | 2010 UO77                | 13 ottobre 2010   | Mount Lemmon Survey          |
| 633978          | 2010 UZ77                | 8 marzo 2003      | LONEOS                       |
| 633979          | 2010 UH90                | 31 ottobre 2010   | Mount Lemmon Survey          |
| 633980          | 2010 UF110               | 17 ottobre 2010   | Spacewatch                   |
| 633981          | 2010 UM111               | 5 marzo 2013      | Pan-STARRS                   |
| 633982          | 2010 UE119               | 30 luglio 2014    | Pan-STARRS                   |
| 633983          | 2010 UG119               | 3 agosto 2014     | Pan-STARRS                   |
| 633984          | 2010 UU124               | 30 ottobre 2010   | Mount Lemmon Survey          |
| 633985          | 2010 VK7                 | 8 febbraio 2008   | Spacewatch                   |
| 633986          | 2010 VX15                | 22 settembre 2003 | Spacewatch                   |
| 633987          | 2010 VJ47                | 4 agosto 2005     | NEAT                         |
| 633988          | 2010 VQ63                | 6 febbraio 2002   | R. Millis, M. W. Buie        |
| 633989          | 2010 VO76                | 1 novembre 2010   | Mount Lemmon Survey          |
| 633990          | 2010 VA87                | 6 novembre 2010   | Spacewatch                   |
| 633991          | 2010 VC90                | 21 ottobre 2003   | Spacewatch                   |
| 633992          | 2010 VW94                | 7 novembre 2010   | Mount Lemmon Survey          |
| 633993          | 2010 VN102               | 5 novembre 2010   | Spacewatch                   |
| 633994          | 2010 VQ120               | 29 ottobre 2005   | Spacewatch                   |
| 633995          | 2010 VS122               | 13 ottobre 2010   | Mount Lemmon Survey          |
| 633996          | 2010 VN123               | 29 ottobre 2010   | Mount Lemmon Survey          |
| 633997          | 2010 VD125               | 24 maggio 2006    | Mount Lemmon Survey          |
| 633998          | 2010 VE132               | 17 ottobre 2010   | Mount Lemmon Survey          |
| 633999          | 2010 VH137               | 15 ottobre 2010   | G. Hug                       |
| 634000          | 2010 VC138               | 25 gennaio 2003   | NEAT                         |